# Stallari
Stallari fue un título nobiliario usado en la Era vikinga y parte de la Edad Media en Noruega, equiparable a la categoría de mariscal en el hird real. La primera mención aparece en las sagas nórdicas con Björn Stallare y Sigvatr Þórðarson, durante el reinado de Olaf II el Santo. Se menciona principalmente en las fuentes que describen el período alrededor del año 1000. Probablemente, como el merkismaðr (portador del estandarte), también era alguien de confianza, consejero y portavoz del hirð ante el rey.
Otros notables stallari:
- Úlf Óspaksson, al servicio de Harald Hardrada.
- Einarr Skúlason, al servicio de Øystein II de Noruega.

## Inglaterra
En la Inglaterra medieval, el término derivó en staller (mariscalcus to the horsthegn) un oficial de alto rango vinculado a la casa real. Raúl el Inglés fue staller de Eduardo el Confesor entre 1042 y 1066.